# Аспарагіназа
Аспарагіназа (також L-аспарагіназа, лат. Asparaginasum, англ. Asparaginase) — природний лікарський препарат, який за своєю хімічною будовою є поліпептидом, та ферментом, який каталізує розщеплення амінокислоти аспарагіну. Вироблення препарату передбачає використання продуктів життєдіяльності бактерій Escherichia coli або Erwinia chrysanthemi. Аспарагіназа застосовується внутрішньовенно і внутрішньом'язово. Уперше протипухлинні властивості аспарагінази описані в 1953 році, коли лімфоми у щурів та мишей зменшувались у розмірах після введення їм сироватки крові морських свинок. Пізніше встановлено, що регрес пухлин відбувається під дією аспарагінази. Уперше аспарагіназа для клінічного застосування вироблена в Японії в лабораторії компанії «Kyowa».

## Фармакологічні властивості
Аспарагіназа — синтетичний лікарський засіб, який за своєю хімічною будовою є поліпептидом та ферментом, який каталізує розщеплення амінокислоти аспарагіну. Механізм дії препарату полягає у розщепленні амінокислоти аспарагіну, внаслідок чого порушується синтез білків та гальмується ріст клітин. Оскільки синтез білків та ріст клітин перебігають швидше у пухлинних клітинах, аспарагіназа інгібує ріст у першу чергу пухлинних клітин. Окрім цього, встановлено, що в пухлинних клітинах часто відсутній фермент аспарагінсинтетаза, унаслідок чого пухлинні клітини не можуть синтезувати власний аспарагін, а внаслідок дії аспарагінази гідролізується й екзогенний аспарагін, унаслідок чого остаточно порушується синтез білків у пухлинних клітинах, наслідком чого є загибель пухлинних клітин. Аспарагіназа застосовується для лікування гострого лімфобластного лейкозу, неходжкінських лімфом та лімфогранулематозу. При застосуванні аспарагінази спостерігається значна кількість побічних ефектів, спричинених порушенням синтезу білка. Застосування аспарагінази при вагітності може призвести як до народження дитини із чисельними вадами розвитку, так і до самовільного переривання вагітності, народження мертвої дитини або індукції злоякісних пухлин у дитини, хоча при довготривалих спостереженнях були випадки народження й здорових немовлят.

### Фармакокінетика
Аспарагіназа добре, але повільно розподіляється в організмі після внутрішньовенного та внутрішньом'язового введення. Біодоступність препарату становить 100 %. Максимальна концентрація аспарагінази в крові досягається протягом 14—24 годин після внутрішньом'язового введення та за кілька хвилин після внутрішньовенного введення препарату. Аспарагіназа погано (на 30 %) зв'язується з білками плазми крові. Препарат проникає через гематоенцефалічний бар'єр, плацентарний бар'єр, даних за виділення в грудне молоко людей немає. Метаболізується аспарагіназа ферментами ретикулоендотеліальної системи. Шляхи виведення аспарагінази із організму не встановлені, зокрема, в сечі виявляються лише сліди препарату. Період напіввиведення препаратуу становить 8—30 годин при внутрішньовенному введенні та 39—49 годин при внутрішньом'язовому введенні, і цей час не змінюється в осіб із порушенням функції печінки або нирок.

## Покази до застосування
Аспарагіназа застосовується для лікування гострого лімфобластного лейкозу, неходжкінських лімфом та лімфогранулематозу.

## Побічна дія
При застосуванні акспарагінази побічні ефекти спостерігаються досить часто, переважна більшість із них спричинені інгібуванням біосинтезу білків. Найчастіше при застосуванні аспарагінази спостерігаються алергічні реакції, зокрема шкірний висип, свербіж шкіри, кропив'янка, рідше сироваткова хвороба, анафілактичний шок, у тому числі з ларингоспазмом. При застосуванні аспарагінази у комбінації з глюкокортикоїдами і меркаптопурином кількість побічних ефектів значно зменшується. Серед інших побічних ефектів препарату найчастішими є:
- З боку травної системи — нудота, блювання, панкреатит (у тому числі з вираженими нудотою і блюванням), зниження апетиту, порушення функції печінки або жирова дистрофія печінки.
- З боку нервової системи — головний біль, сонливість, швидка втомлюваність, дратівливість, галюцинації, депресія.
- Зміни в лабораторних аналізах та в системі зсідання крові — лейкопенія, гіперглікемія, підвищення рівня креатиніну та сечовини в крові, підвищення рівня сечової кислоти в крові, підвищення рівня активності ферментів печінки в крові, зниження рівня альбумінів у крові; зміни у системі зсідання крові — зниження рівня фібриногену, факторів V, VIII, VII і IX, підвищена кровоточивість або крововиливи.
- Інші побічні ефекти — гарячка, зниження імунітету, болі в суглобах.

## Протипокази
Аспарагіназа протипоказана при підвищеній чутливості до препарату, виражених порушеннях функції печінки, підшлункової залози, нирок і ЦНС, при вагітності та годуванні грудьми.

## Форми випуску
Аспарагіназа випускається у вигляді ліофілізату для приготування розчину для ін'єкцій по 5 і 10 тисяч міжнародних одиниць (МО).